# 林子豪 (新聞工作者)

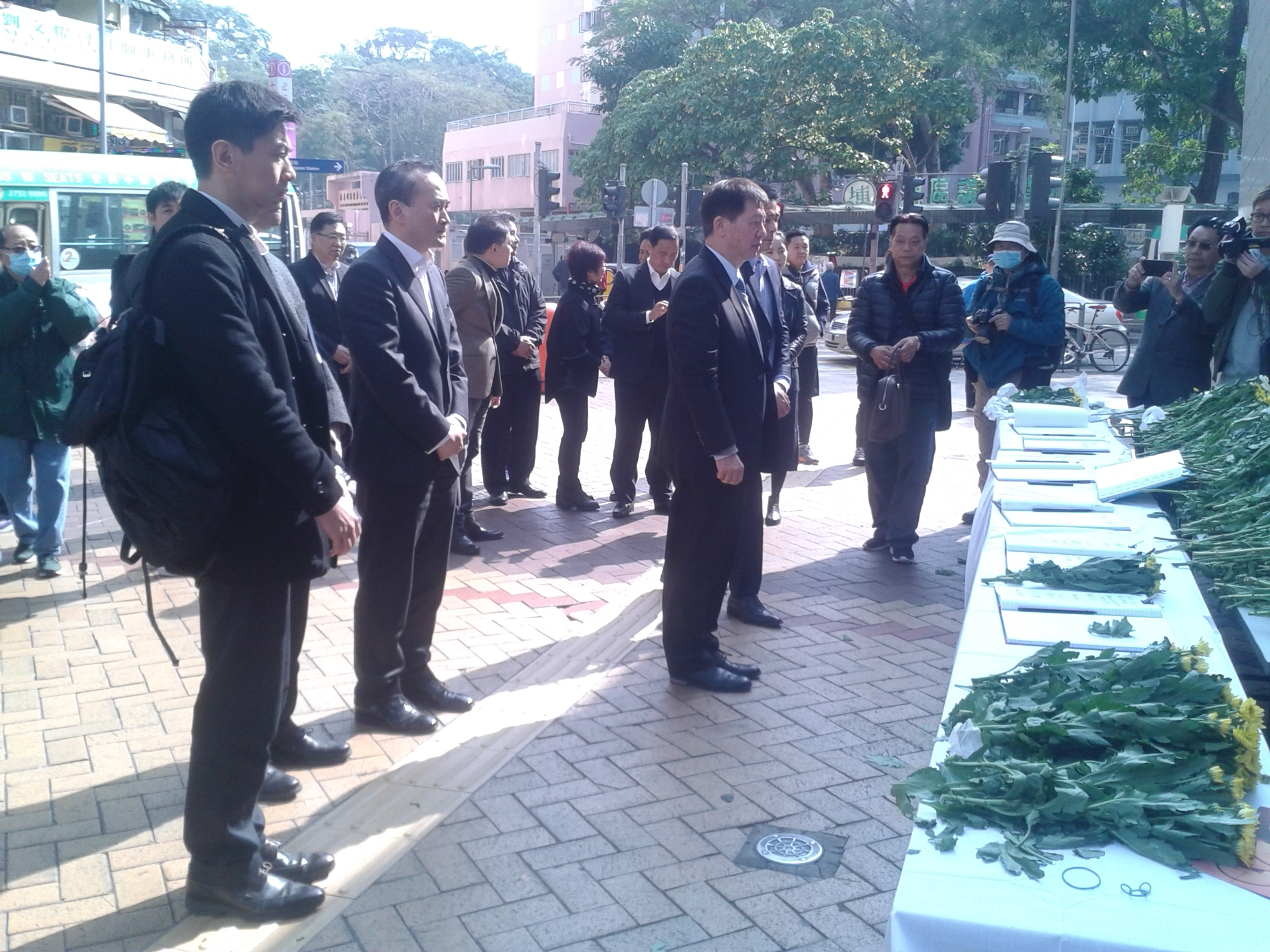
2018年2月12日，時任九巴傳訊及公共事務部副主管和前無綫新聞記者林子豪（左一）與其他管理人員就大埔公路雙層巴士翻側事故到大埔地區人士所設的吊唁處致哀。

林子豪（英語：Addie Lam Tze Ho，1979年—），香港前新聞從業員，2005年轉職任職無綫新聞港聞組高級記者，離開無綫前是職位為首席記者。他亦曾是駐北京記者之一，2001年畢業於香港中文大學新亞書院新聞及傳播學系，後來於英國華威大學修讀公共政策碩士課程。
林子豪於2011年8月29日開始擔任午間新聞主播，並在2012年10月6日起兼任晚間新聞主播。
林子豪於2015年2月23日离开無綫新聞，轉職DBC數碼新聞台，再於2017年4月1日轉投香港仁濟醫院擔任副傳媒關係主任。林子豪及後轉職九巴任職傳訊及公共事務部助理總監，亦就2018年2月至3月九巴工運代表資方發言。林子豪於2022年離職九巴，轉到香港中華煤氣有限公司任職企業事務助理總經理。

## 新疆扣押
2009年9月4日，林子豪被派往新疆烏魯木齊報道當地人不滿政治惡化的抗議活動。在下午一時的午間新聞，林子豪仍有做直播報道，但三時左右，無線新聞及now新聞台的記者和攝影被新疆公安拘捕。下午四時半，香港有線新聞攝影師拍得林子豪等三人被公安鎖上手扣被捕，並把片段提供予其他電視台。根據下午五時無綫新聞報道，林子豪與攝影師劉永全及now新聞台攝影師林振威被武警毆打，並被綁上警車。及至下午六時許，三人才先後分別被釋放。
事件引起香港新聞界強烈反彈，香港特區行政長官曾蔭權當日回應事件。
2009年9月10日，林子豪在外交部例行記者會上向中國外交部發言人姜瑜提問「我需不需要回烏魯木齊投案？」，姜瑜沉默數秒後回答稱問題「超出我們主管範疇」，希望林子豪向有關方面進行詢問，並希望該問題「能得到最終妥善的解決」。